# Hip-hop polonais
Le hip-hop polonais fait référence à la scène et la culture hip-hop ayant émergé en Pologne. La culture hip-hop émerge dans le pays au milieu des années 1980, et se popularise dans les années 1990, en particulier grâce à des artistes comme MC Hammer et Vanilla Ice, qui seront devenus internationalement connus.

## Histoire

### Émergence
La culture hip-hop émerge en Pologne en milieu des années 1980 à la sortie du film Beat Street. Les premiers groupes de breakdance tels que Be-Bob, Beat Scrap et Golden Streat Boyz émergeront. Le premier rappeur polonais sera Piotr Fronczewski. Sous le nom de Franek Kimono, il publie en 1984 l'album Arston qui fait pour la première fois usage du rap. Cependant, cet album n'est reconnu comme hip-hop, mais est plutôt conçu comme une parodie du disco. Le hip-hop polonais, malgré ses bases solides, se développe sans toutefois entrer dans un « âge d’or » comme aux États-Unis ou en France.
Au début des années 1990, les premiers musiciens polonais commencent à rapper. Kazik Staszewski sort en 1991 son premier album solo, dans lequel il psalmodie. La publication du hip-hop polonais commence assez tard. En 1992 apparaît East on the Mic de PM Cool Lee, originaire de Kielce, maintenant connu sous le nom Liroy. Cet album lui apporte pourtant très peu de succès et de reconnaissance, le genre étant encore trop méconnu à cette période. En 1993 est formé le groupe Slums Attack. Le premier album de hip-hop ayant atteint le succès commercial en Pologne s'intitule Albóóm de Liroy. Il est publié en 1995, vendu à plus de 800 000 d'exemplaires, et donc certifié quadruple disque de platine,. Il comprend un seul single promotion intitulé Scyzoryk avec Wzgórze Ya-Pa-3.
Les conséquences sociales de la transitions vers l'économie de marché dans les années 1990 favorisent l'essor du hip-hop, musique perçue comme contestataire. Les jeunes rappeurs, de plus en plus nombreux, dénonçaient les profondes inégalités économiques et sociales engendrées par les réformes économiques, le manque de perspectives pour les groupes issus des classes non privilégiées, la forte corruption des responsables politiques en collusion avec le monde des affaires, et les privatisations massives perçues comme un pillage des richesses du pays. Longtemps antipolitique, le rap est ensuite repris par les milieux nationalistes et conservateurs, particulièrement sous le gouvernement du parti de droite Droit et justice, qui entendait exploiter son potentiel de propagande culturelle.
Même si Liroy et Wzgórze Ya-Pa-3 sont originaires de Kielce, Varsovie, la capitale polonaise, reste le pilier du hip-hop dans le pays, en particulier grâce à des chaines de radio comme Radio Kolor. En 1999, l'album de Liroy, Dzień Szakala (Bafangoo Cz.2) est certifié disque de platine pour 100 000 exemplaires vendus,.

### Depuis les années 2010
Il existe plusieurs musiciens allemands issus de l'immigration polonaise qui rappent en polonais en Allemagne. Il convient notamment de mentionner le rappeur Toony, qui est sous contrat avec le plus grand label discographique indépendant de hip-hop en Pologne, Prosto, et qui sort l'album Ehrenkodex avec DJ Tomekk, né en Pologne, mais vivant en Allemagne et connu à l'international. Il y a également deux rappeurs du groupe Die Orsons, KAAS et Plan B, qui rappent en partie en polonais. En 2010, le rappeur berlinois Sentino enregistre le morceau Szczecin, Berlin, Poznań avec, entre autres, Peja (de Poznań) et Sobota (de Szczecin) pour la mixtape 4 du producteur DJ Feel-X.
En 2010, une collaboration avec un rappeur italien a lieu pour la première fois. Les frères Pezet et Małolat sortent un morceau avec le rappeur Fabri Fibra sur leur album Dziś w moim mieście. Sur son album Monster sorti en 2013, Popek mélange hip-hop classique et dubstep. L'album lui vaut un disque d'or en Pologne, en République tchèque et en Slovaquie,,.
En France, le rappeur d'origine polonaise Wojtek se fait une place dans le battle rap grâce aux Rap Contenders.

## Ouvrages
Plusieurs ouvrages sont publiés sur le hip-hop polonais, notamment : Historia kultury hip-hop w Polsce (Histoire de la culture hip-hop en Pologne), Polska kultura hiphopowa (litt. « La culture hip-hop polonaise »), et Historia kultury hip-hop w Polsce 1977-2013 (litt. « Histoire de la culture hip-hop en Pologne 1977-2013 »).